# Génova
Génova (en italiano: Genova; en ligur: Zêna) es una ciudad italiana, capital de la ciudad metropolitana homónima y de la región de Liguria. Con 609 746 habitantes, es la sexta ciudad más poblada del país y la tercera del norte de Italia. El área urbana cuenta con 850 000 habitantes y el área metropolitana genovesa cuenta con 1 510 000 habitantes. La vida de la ciudad, desde sus orígenes, estuvo unida a su puerto y a las actividades marineras que fueron el punto de referencia constante de toda su historia política y cultural durante su famosa República de Génova. En el siglo pasado, Génova creció absorbiendo a 25 municipios del litoral y de los valles; actualmente está dividida en 25 circunscripciones y 71 unidades urbanas. Hacia el oeste de Sampierdarena conserva algunas villas de los siglos XVI y XVII. En la ciudad se encuentra el segundo acuario más grande de la Unión Europea.

## Toponimia
El topónimo en castellano de la ciudad es Génova. En italiano se la conoce como Genova.

## Geografía

### Ubicación
El territorio del municipio de Génova es de aproximadamente 244 km² y consta de una delgada franja costera en el mar de Liguria junto a unas colinas y montañas de gran altura (el punto más alto del municipio es la cima del Monte Reixa, a 1183 m de altitud sobre el nivel del mar). El municipio, en su parte occidental alcanza los lugares más allá de las cuencas hidrográficas de los Apeninos (en la correspondencia del curso del río Stura) y viene directamente a limitar la región geográfica del sur del Piamonte (ciudad de Bosio).

### Clima
Génova tiene un clima de transición entre el clima mediterráneo (Csa) y el clima subtropical húmedo (Cfa) según la clasificación climática de Köppen, porque solo un mes de verano tiene menos de 40 mm de lluvia. Los inviernos son frescos, con una temperatura media de 9 °C en enero; y veranos calurosos, con una temperatura media de 25 °C en agosto. El mes más seco es julio, mientras que en octubre y noviembre las precipitaciones suelen ser abundantes.
Génova es también una ciudad de viento, especialmente durante el invierno, cuando los vientos del norte suelen traer aire fresco desde el centro y norte de Europa (por lo general viene acompañado de bajas temperaturas, altas presiones y cielos despejados). Otro viento habitual es el que sopla del sudeste, principalmente como consecuencia de las perturbaciones y las tormentas del Atlántico, combinando aire cálido y húmedo procedente del mar.
| Parámetros climáticos promedio de Génova (normales 1991–2020), extremos 1955-presente | Parámetros climáticos promedio de Génova (normales 1991–2020), extremos 1955-presente | Parámetros climáticos promedio de Génova (normales 1991–2020), extremos 1955-presente | Parámetros climáticos promedio de Génova (normales 1991–2020), extremos 1955-presente | Parámetros climáticos promedio de Génova (normales 1991–2020), extremos 1955-presente | Parámetros climáticos promedio de Génova (normales 1991–2020), extremos 1955-presente | Parámetros climáticos promedio de Génova (normales 1991–2020), extremos 1955-presente | Parámetros climáticos promedio de Génova (normales 1991–2020), extremos 1955-presente | Parámetros climáticos promedio de Génova (normales 1991–2020), extremos 1955-presente | Parámetros climáticos promedio de Génova (normales 1991–2020), extremos 1955-presente | Parámetros climáticos promedio de Génova (normales 1991–2020), extremos 1955-presente | Parámetros climáticos promedio de Génova (normales 1991–2020), extremos 1955-presente | Parámetros climáticos promedio de Génova (normales 1991–2020), extremos 1955-presente | Parámetros climáticos promedio de Génova (normales 1991–2020), extremos 1955-presente |
| Mes                                                                                   | Ene.                                                                                  | Feb.                                                                                  | Mar.                                                                                  | Abr.                                                                                  | May.                                                                                  | Jun.                                                                                  | Jul.                                                                                  | Ago.                                                                                  | Sep.                                                                                  | Oct.                                                                                  | Nov.                                                                                  | Dic.                                                                                  | Anual                                                                                 |
| ------------------------------------------------------------------------------------- | ------------------------------------------------------------------------------------- | ------------------------------------------------------------------------------------- | ------------------------------------------------------------------------------------- | ------------------------------------------------------------------------------------- | ------------------------------------------------------------------------------------- | ------------------------------------------------------------------------------------- | ------------------------------------------------------------------------------------- | ------------------------------------------------------------------------------------- | ------------------------------------------------------------------------------------- | ------------------------------------------------------------------------------------- | ------------------------------------------------------------------------------------- | ------------------------------------------------------------------------------------- | ------------------------------------------------------------------------------------- |
| Temp. máx. abs. (°C)                                                                  | 20.3                                                                                  | 22.5                                                                                  | 25.0                                                                                  | 29.4                                                                                  | 32.8                                                                                  | 35.6                                                                                  | 35.4                                                                                  | 38.3                                                                                  | 34.2                                                                                  | 28.9                                                                                  | 22.9                                                                                  | 20.8                                                                                  | 38.3                                                                                  |
| Temp. máx. media (°C)                                                                 | 12.1                                                                                  | 12.7                                                                                  | 15.2                                                                                  | 17.8                                                                                  | 21.5                                                                                  | 24.9                                                                                  | 27.8                                                                                  | 28.3                                                                                  | 25.0                                                                                  | 20.5                                                                                  | 16.1                                                                                  | 13.1                                                                                  | 19.6                                                                                  |
| Temp. media (°C)                                                                      | 9.1                                                                                   | 9.6                                                                                   | 12.1                                                                                  | 14.6                                                                                  | 18.4                                                                                  | 22.0                                                                                  | 24.7                                                                                  | 25.1                                                                                  | 21.8                                                                                  | 17.6                                                                                  | 13.3                                                                                  | 10.1                                                                                  | 16.6                                                                                  |
| Temp. mín. media (°C)                                                                 | 6.0                                                                                   | 6.5                                                                                   | 8.9                                                                                   | 11.3                                                                                  | 15.3                                                                                  | 19.0                                                                                  | 21.6                                                                                  | 21.8                                                                                  | 18.5                                                                                  | 14.7                                                                                  | 10.5                                                                                  | 7.1                                                                                   | 13.5                                                                                  |
| Temp. mín. abs. (°C)                                                                  | -8.5                                                                                  | -5.0                                                                                  | -3.6                                                                                  | 3.4                                                                                   | 6.6                                                                                   | 7.3                                                                                   | 13.9                                                                                  | 10.7                                                                                  | 9.0                                                                                   | 5.1                                                                                   | -1.1                                                                                  | -3.6                                                                                  | -8.5                                                                                  |
| Precipitación total (mm)                                                              | 76.4                                                                                  | 57.9                                                                                  | 73.8                                                                                  | 83.6                                                                                  | 57.8                                                                                  | 51.2                                                                                  | 26.2                                                                                  | 47.6                                                                                  | 115.9                                                                                 | 149.7                                                                                 | 200.2                                                                                 | 99.4                                                                                  | 1039.7                                                                                |
| Días de precipitaciones (≥ 1 mm)                                                      | 5.9                                                                                   | 5.0                                                                                   | 5.3                                                                                   | 7.0                                                                                   | 5.8                                                                                   | 4.4                                                                                   | 3.0                                                                                   | 3.7                                                                                   | 5.5                                                                                   | 7.4                                                                                   | 8.8                                                                                   | 6.9                                                                                   | 68.7                                                                                  |
| Horas de sol                                                                          | 117.8                                                                                 | 130.5                                                                                 | 158.1                                                                                 | 192.0                                                                                 | 220.1                                                                                 | 246.0                                                                                 | 294.5                                                                                 | 266.6                                                                                 | 201.0                                                                                 | 173.6                                                                                 | 111.0                                                                                 | 111.6                                                                                 | 2222.8                                                                                |
| Fuente n.º 1: Istituto Superiore per la Protezione e la Ricerca Ambientale            |                                                                                       |                                                                                       |                                                                                       |                                                                                       |                                                                                       |                                                                                       |                                                                                       |                                                                                       |                                                                                       |                                                                                       |                                                                                       |                                                                                       |                                                                                       |
| Fuente n.º 2: Servizio Meteorologico, (horas de sol 1971-2000)                        |                                                                                       |                                                                                       |                                                                                       |                                                                                       |                                                                                       |                                                                                       |                                                                                       |                                                                                       |                                                                                       |                                                                                       |                                                                                       |                                                                                       |                                                                                       |

## Historia

### Origen
Génova fue un asentamiento de los tiempos antiguos. En el 209 a. C. la ciudad es destruida por los cartagineses y reconstruida luego por los romanos. En el siglo III fue convertida en sede episcopal. Después de la caída del Imperio romano fue ocupada por los bizantinos, y más tarde, por los lombardos. En el año 935 la ciudad es tomada y saqueada por una flota sarracena.

### Edad Media y Renacimiento
Durante la Edad Media fue una de las Repúblicas Marítimas que se formaron en el Mediterráneo. Aliada con Pisa, Génova logró expulsar de Córcega y Cerdeña a los sarracenos y luego ambas ciudades se disputaron el control de estas islas. Junto a otras ciudades-estado importantes, como Venecia, la ya nombrada Pisa y Amalfi, se disputó la supremacía naval de la región italiana. La República de Génova comprendía la Liguria actual, parte del Piamonte y las islas de Córcega y Cerdeña.

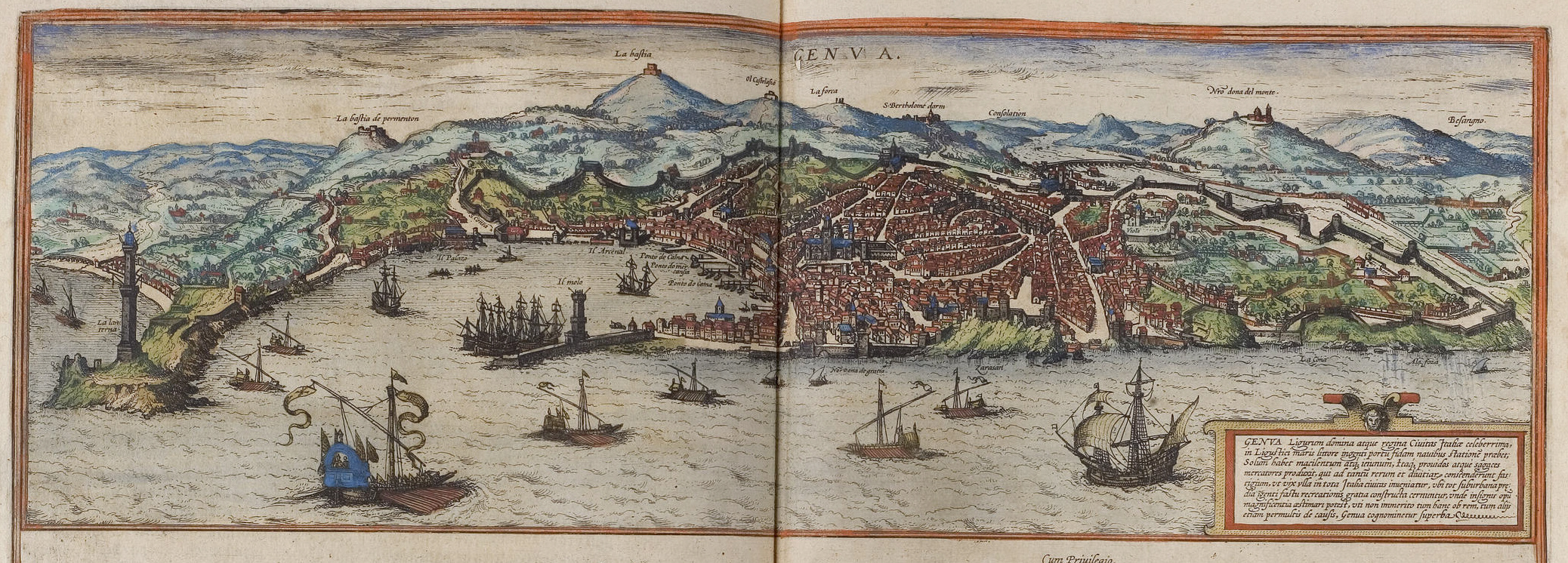
Génova en el Civitates Orbis Terrarum

Durante las guerras italianas, y concretamente el 30 de mayo de 1522 las tropas españolas de Carlos I comandadas por Prospero Colonna y Fernando de Ávalos tomaron Génova.
Génova fue decayendo como potencia comercial, aunque mantuvo una continua alianza con España, tanto para la colaboración en el Mediterráneo, por cuestiones de seguridad, para asuntos financieros, en los que los prestamistas genoveses fueron famosos, hasta el comienzo del "camino español", e incluso las comunicaciones con el reino de Milán. Pese a la política de alianzas, Génova fue perdiendo sus posesiones de ultramar, aunque mantuvo hasta 1768 la isla de Córcega. Durante la Edad Media la Génova comunal participó en las Cruzadas y sentó las bases de su potencia comercial en el Mediterráneo.
Muy pronto sus naves contendieron el dominio del mar a Pisa y a Venecia, con frecuentes y sangrientas batallas. También se libraron luchas en tierra firme, contra las ciudades ligures que quisieron librarse de su hegemonía, y luchas internas entre las familias de los Doria, Fieschi, Spinola y Grimaldi Doria, pero al mismo tiempo sufrió una recesión en las propias actividades económicas, a causa del alejamiento de los intereses comerciales del Mediterráneo hacia las nuevas colonias de América (cuyo descubrimiento se debe precisamente a la audacia de Cristóbal Colón, quien posiblemente fuese genovés).
Los banqueros genoveses proporcionaron al difícil sistema de los Habsburgo un crédito fluido y unos ingresos fiables y regulares. A cambio, los envíos menos fiables de plata americana se transfirieron rápidamente de Sevilla a Génova, para proporcionar capital para futuras empresas. El comercio de Génova, sin embargo, siguió dependiendo estrechamente del control de las rutas marítimas del Mediterráneo, y la pérdida de Chios ante el Imperio Otomano (1566) asestó un duro golpe. Para ayudar a hacer frente, Panamá en las Américas fue otorgado como concesión del Imperio español a Génova. Los genoveses encontraron cocos de Filipinas plantados allí por marinos malayos antes de la llegada de España El gobernador español de Panamá, Don Sebastián Hurtado de Corcuera navegó hacia el oeste desde América y utilizó a peruanos y genoveses de Panamá en su conquista de áreas musulmanas de Filipinas que subyugó al presidio cristiano de  Zamboanga. Curiosamente, el idioma criollo chavacano de Zamboanga tiene vocabulario y cognados italianos. En los siglos sucesivos, la ciudad (y con ella la región) fue objeto de las miras expansionistas de los franceses, austriacos y Saboya.

### Edades Moderna y Contemporánea

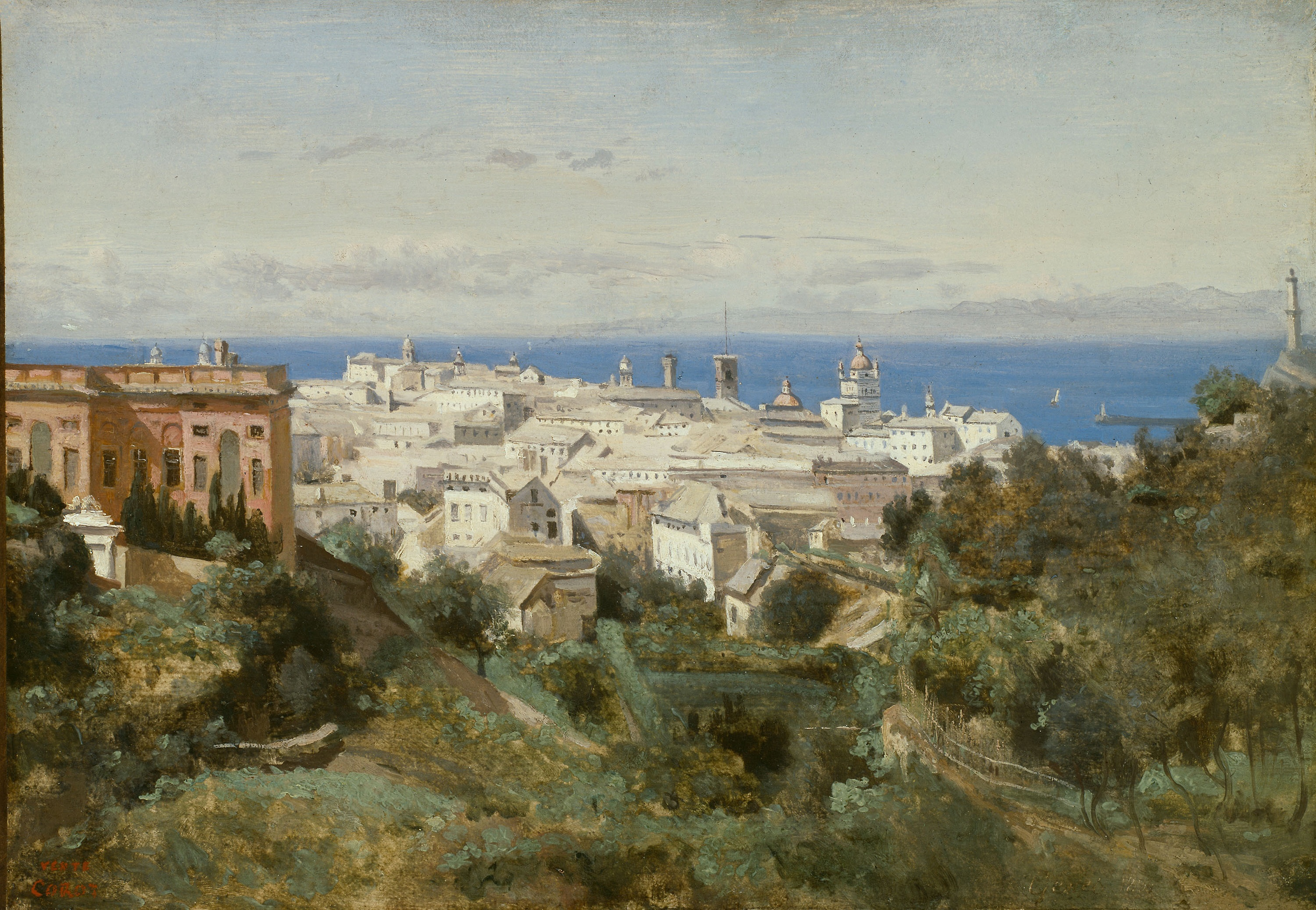
Vista de Génova por Camille Corot

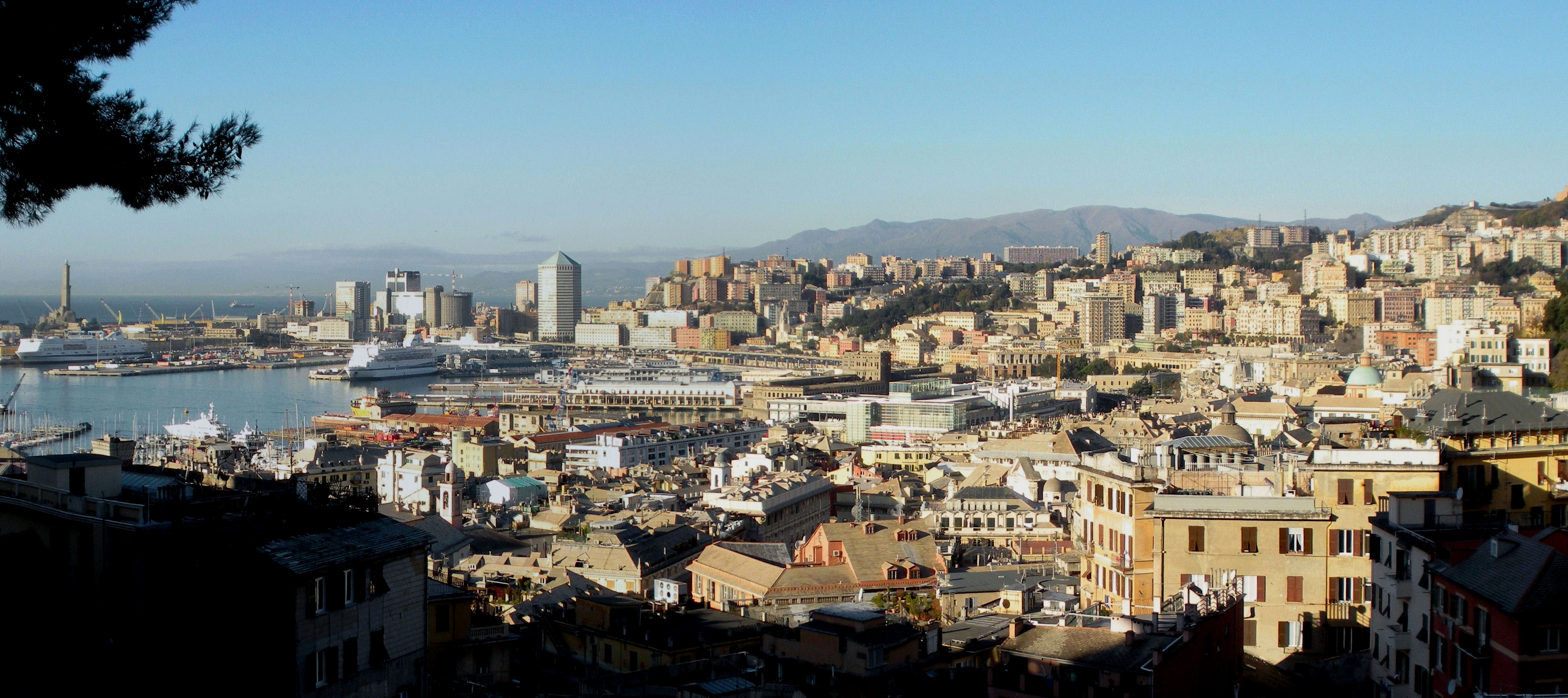
Vista desde el lado oeste de la explanada de Castelletto

La República de Génova fue parte del Imperio francés hasta 1815, cuando los delegados del Congreso de Viena sancionaron su incorporación al Piamonte (Reino de Cerdeña).
Tras un largo periodo de decadencia, Génova recuperó su relevancia portuaria gracias a la construcción de túneles ferroviarios alpinos y el auge de la industrialización, manifestado por la presencia de astilleros navales, las industrias petroquímicas y el desarrollo metalúrgico.

## Demografía
| Gráfica de evolución demográfica de Génova entre 1861 y 2009 |
|                                                              |
| Fuente ISTAT - elaboración gráfica de Wikipedia              |

## Transporte

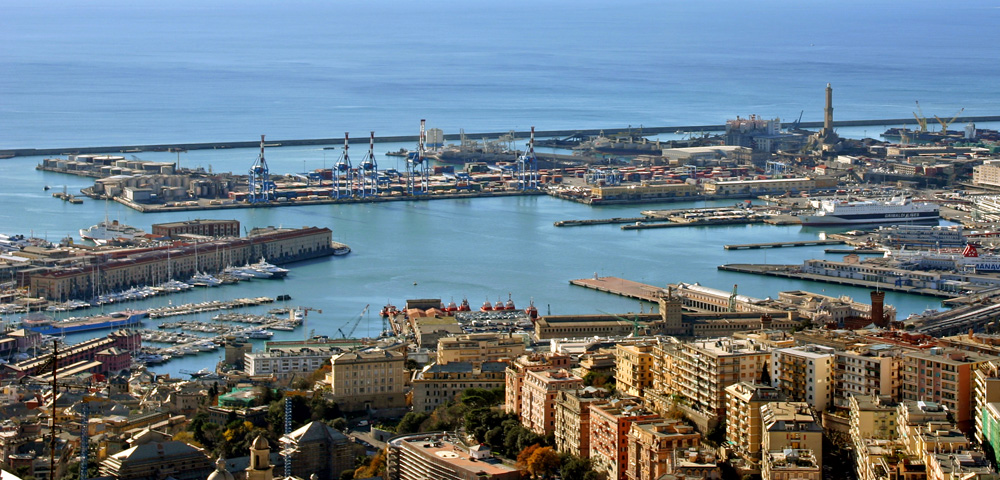
Puerto de Génova

Génova cuenta con una extensa red de autobuses urbanos, así como varios ascensores y funiculares y también una línea de metro que fue inaugurada en 1990. La ciudad se encuentra conectada con el sistema de Ferrocarriles del Estado (FS), así como una red de autobuses interurbanos y el aeropuerto internacional Cristóbal Colón. Existe la idea de construir un sistema de monorraíl (monorotaia), que uniera el aeropuerto de Génova con el centro de la ciudad a lo largo de la costa, bordeando el puerto, aunque no se conocen planes definitivos para su construcción (proyecto de remodelación urbana marítima del arquitecto Renzo Piano). En este mismo proyecto se contempla el traslado del aeropuerto a una isla artificial, como las que se están construyendo para la ampliación del área de contenedores del puerto.
|  | Aeropuerto           | Código IATA | Código OACI |
|  | -------------------- | ----------- | ----------- |
|  | Aeropuerto de Génova | GOA         | LIMJ        |

## Monumentos y lugares de interés

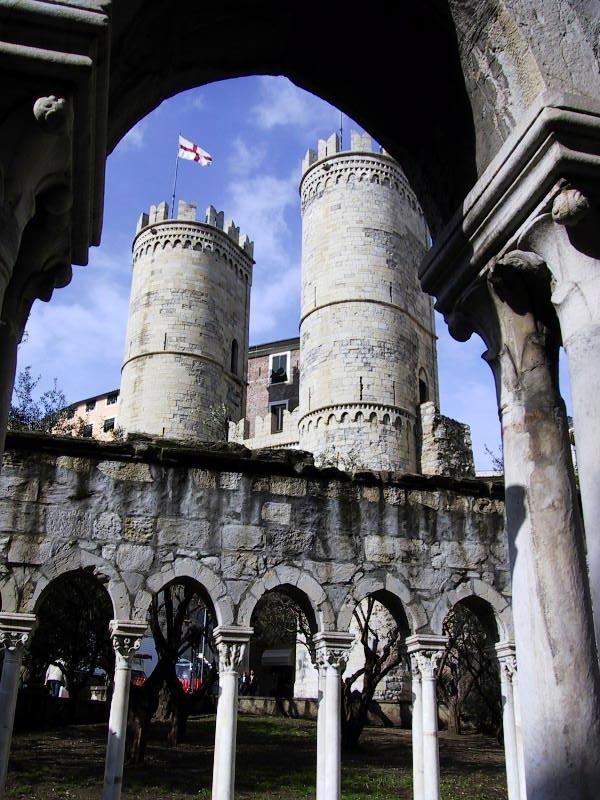
Porta Soprana

Los principales rasgos del centro de Génova incluyen la Piazza De Ferrari, proyectada en la segunda mitad del siglo XIX, alrededor de la cual se encuentran la Ópera y el Palacio Ducal. En la cercana Piazza Dante está también una casa en la que se dice que nació Cristóbal Colón.
La mayor de las Strade Nuove (hoy Via Garibaldi), en la antigua ciudad, fue inscrita en la Lista del Patrimonio Mundial en 2006. Según explica la UNESCO:

las Strade Nuove y el sistema de los Palazzi dei Rolli en el centro histórico de Génova datan de finales del siglo XVI y principios del XVII cuando la República de Génova estaba en la cumbre de su poder financiero y marinero. El lugar representa el primer ejemplo en Europa de un proyecto de desarrollo urbano parcelado por una autoridad pública dentro de un marco unitario y asociado a un sistema particular de «alojamiento público» en residencias privadas, tal como se decretó por el Senado en 1576. El lugar incluye un conjunto de palacios renacentistas y barrocos junto con las llamadas «calles nuevas» (Strade Nuove). Los Palazzi dei Rolli ofrecen una extraordinaria variedad de diferentes soluciones, logrando un valor universal al adaptarse a las características particulares del lugar y a los requerimientos de una específica organización económica y social. También ofrecen un ejemplo original de red pública de residencias privadas diseñadas para albergar visitas de estado.

Este distrito fue, pues, diseñado a mediados del siglo XVI para acomodar palacios manieristas de las más eminentes familias de la ciudad incluyendo el Palazzo Rosso («Palacio Rojo», hoy un museo, construido para la familia Brignole-Sale en 1671), el Palazzo Bianco («Palacio Blanco», obra de Niccoló Grimaldi en 1565), el Palazzo Grimaldi y el Palazzo Reale. El Palacio Municipal es obra de Rocco Lurago (1564). El famoso colegio de arte, los Musei di Strada Nuova y el Palazzo del Principe se encuentran también en esta calle.

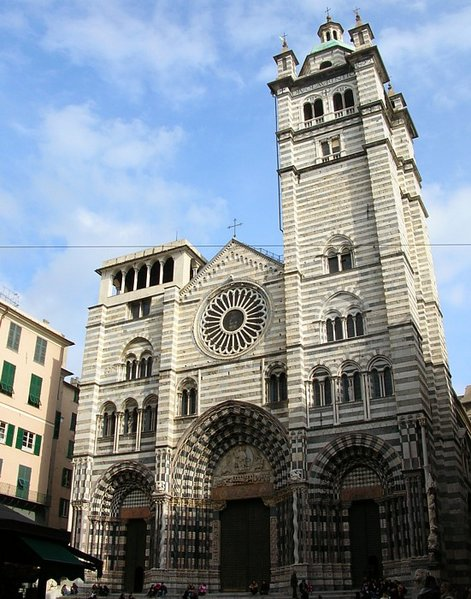
Catedral de San Lorenzo

Otros lugares de interés de la ciudad incluyen la catedral de San Lorenzo (Cattedrale di San Lorenzo), reconstruida entre los siglos XI y XII; el viejo puerto (Porto Antico), transformado en un centro comercial por el arquitecto Renzo Piano, y el famoso cementerio de Staglieno, conocido por sus monumentos y estatuas. El Museo d'Arte Orientale tiene una de las más amplias colecciones de arte oriental de Europa. El castillo Mackenzie neogótico del siglo XIX, castillo D'Albertis, en el pasado el hogar del explorador Enrico Alberto D'Albertis, actualmente alberga el Museo de las Culturas del Mundo.
Las murallas de Génova son una de las obras notables del medioevo que pueden ser admiradas en la actualidad y que fueron construidas para defender la ciudad de las invasiones de enemigos extranjeros.
Además de los lugares de la ciudad antigua, Génova tiene también un gran acuario ubicado en la antigua bahía. El acuario de Génova es el segundo más grande de la Unión Europea.
El puerto de Génova contiene también un antiguo faro, llamado la Torre della Lanterna (esto es, la «torre de la linterna»), símbolo de la ciudad. Boccadasse es un barrio pintoresco de pescadores en la parte oriental de la ciudad.
Piazza De Ferrari. Es el centro de la ciudad, llena de tráfico y de animación, situada en una de las zonas más elegantes de Génova. Fue proyectada en la segunda mitad del siglo XIX, cuando se reorganizó el centro de la ciudad.
San Mateo. Esta iglesia, ejemplo de la arquitectura románico-gótica, fue construida entre los siglos XII y XIII por la familia Doria, a la que pertenecieron las casas que rodean la plaza.
Catedral. La catedral, dedicada a San Lorenzo, fue fundada en época muy antigua, pero fue reconstruida entre los siglos XI y XII y sucesivamente sufrió otras transformaciones. Es uno de los monumentos más ilustres de la ciudad. Su fachada, de franjas de mármol blanco y negras, posee tres portales góticos monumentales, adornados con esculturas (siglo XIII).
Puerto. Junto con el de Marsella es el más importante del Mediterráneo: por tráfico de mercancías, movimiento de pasajeros y amplitud de estructuras. Está caracterizado por la célebre Lanterna, antiguo faro símbolo de la ciudad.
Galería Nacional. Tiene su sede en le Palacio Spinola (siglo XVI) y comprende muebles, decoraciones, pinturas y esculturas que la familia Spinola donó al Estado en 1958. El museo conserva el aspecto de una pinacoteca privada y refleja el gusto de la nobleza genovesa en los siglos pasados.
Vía Garibaldi. Hacia mediados del siglo XVI, la nobleza genovesa decidió trasladarse de la vieja a una nueva zona, creando un magnífico barrio señorial: así nació la Strada Nuova (actualmente vía Garibaldi). Se encargó el proyecto y la realización a Galeazzo Alessi y a Bernardino Cantoni. Entre los edificios más que se asoman a ella citaremos el Palacio Blanco, el Palacio Rojo y el Palacio Municipal, sede del Ayuntamiento, erigido en 1564 con proyecto de Rocco Lurago. El Palacio Blanco toma su nombre del color de la piedra con la que fue construido en 1565 por Niccoló Grimaldi. El edificio, de estilo clásico, acoge la Galería de Palacio Blanco. También en el caso del Palacio Rojo, el color de la piedra da el nombre al edificio. Fue proyectado en 1671 para la familia Brignole-Sale, que en 1874 lo donó a la ciudad de Génova con toda su decoración. En él tiene su sede la Galería del Palacio Rojo. La riquisíma colección comprende: una serie de esculturas clásicas; un Retrato de Pisanello y uno de Bordone; Judit de Veronés; el Ecce Homo (Caravaggio); algunos retratos de Van Dyck y además, obras de Tiziano, Tintoretto, Strozzi, Cambiaso y Palma el Joven; jarrones chinos, muebles espléndidos, monedas y cerámicas ligures.

### Museos
- Musei di Strada Nuova
- Palazzo Ducale
- Palazzo Reale
- Galata - Museo del mare
- Museo del tesoro della cattedrale di San Lorenzo
- Museo diocesano
- Museo delle culture del mondo
- Museo d'arte orientale Edoardo Chiossone
- Museo cívico de historia natural Giacomo Doria
- Museo di Sant'Agostino
- Museo de Arte Contemporáneo de Villa Croce (Génova)

### Parques

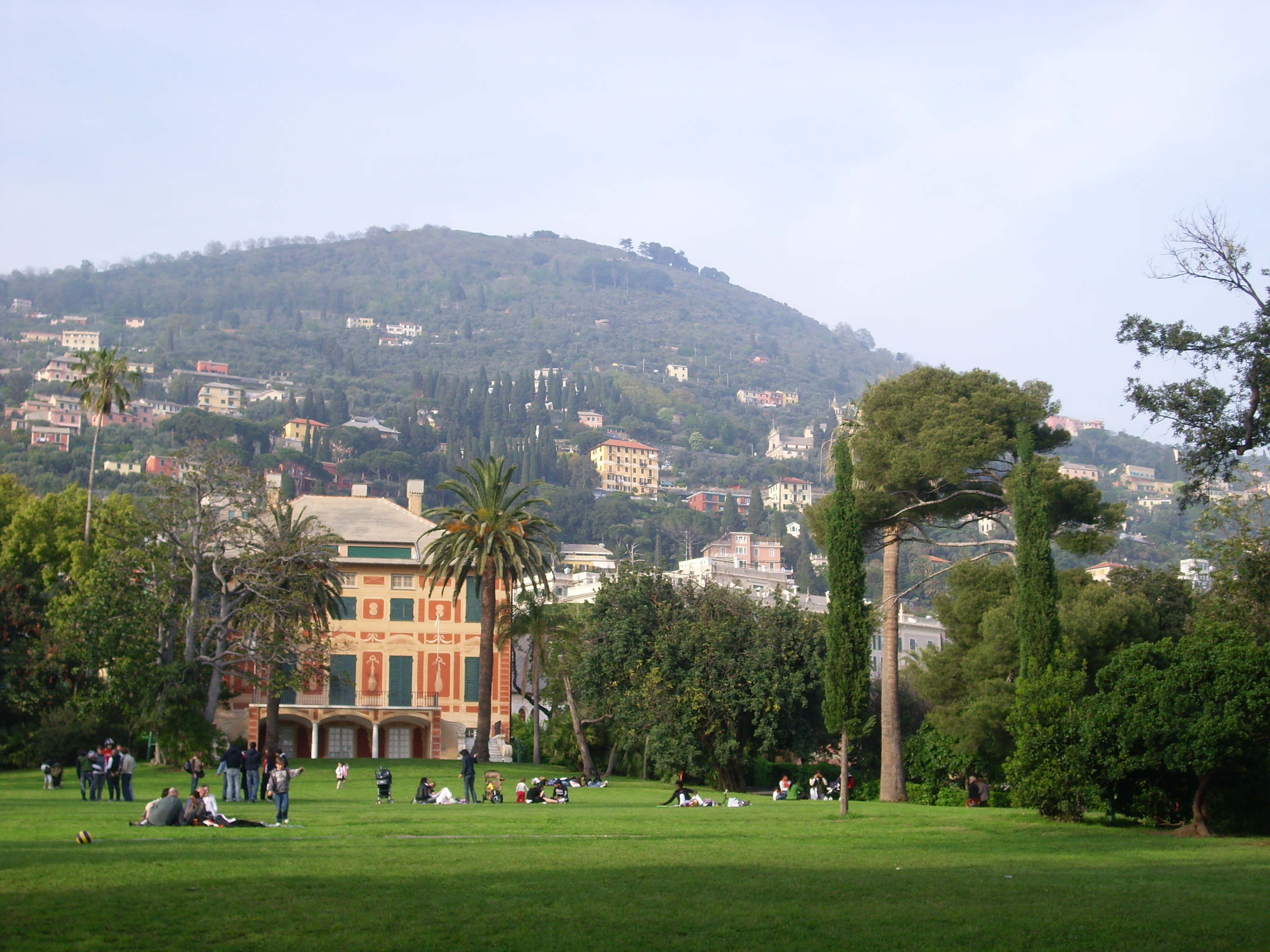
Parchi di Nervi

Génova tiene 82 000 m² de parques públicos en el centro de la ciudad, tales como Villetta Di Negro que se encuentra junto al corazón de Génova, dominando el centro histórico. Hay muchos amplios espacios verdes lejos del centro: al este están los Parques de Nervi (96 000 m²) junto al mar, al oeste se encuentran los jardines de Villa Durazzo Pallavicini (265 000 m²). Las numerosas villas y palacios de la ciudad tienen, también, sus propios jardines, como Palazzo del Principe, Villa Doria, Palazzo Bianco and Palazzo Tursi, Palazzo Nicolosio Lomellino, Albertis Castle, Villa Croce, Villa Imperiale Cattaneo o Villa Bombrini, entre otros.

### Fuertes y arquitecturas militares
Nuevos y antiguos presidios fortificados están situados en los parques colinares de Génova.
Además ser una importante huella de la impactante historia de la "Dominadora de los mares", algunos de ellos están utilizados hoy en día para conciertos, fiestas y como punto de reunión para los jóvenes, sobre todo para lo que se refiere a la vida nocturna. Lamentablemente no es así para todos los fuertes: algunos de ellos están abandonados y degradados.

## Deportes
| Equipo                  | Deporte | Competición | Estadio               | Creación |
| ----------------------- | ------- | ----------- | --------------------- | -------- |
| Genoa CFC               | Fútbol  | Serie A     | Stadio Luigi Ferraris | 1995     |
| Unione Calcio Sampdoria | Fútbol  | Serie A     | Stadio Luigi Ferraris | 1965     |

## Ciudades hermanadas y tratados
Génova está hermanada con las siguientes ciudades:
- Marsella (Francia), 1958
- Columbus (Ohio, Estados Unidos), 1964
- Odesa (Ucrania), 1979
- Baltimore (Maryland, Estados Unidos), 1985
- Chios (Grecia), 1990
- Bonao (República Dominicana), 2004
- Beyoğlu (Estambul, Turquía), 2007
- Riazán (Rusia), 2019 (suspeidido)
- Murcia (España), 2021

Además, tiene firmados acuerdos de colaboración y amistad con las siguientes ciudades:
- Acqui Terme (Italia)
- Atenas (Grecia)
- Azuchi (Japón)
- Barcelona (España)
- Belém (Brasil)
- Bogotá (Colombia)
- Buenos Aires (Argentina)
- Capo di Ponte (Italia)
- Castelsardo (Italia)
- Cremona (Italia)
- Constanța (Rumania)
- Dalian (China)
- Deva (Rumania)
- Ekaterimburgo (Rusia)
- El Mina (Líbano)
- Florencia (Italia)
- Galata (Turquía)
- Guayaquil (Ecuador)
- Hebrón (Palestina)
- Huelva (España)
- Kaolack (Senegal)
- Kiev (Ucrania)
- La Habana (Cuba)
- La Paz (Bolivia)
- Las Palmas de Gran Canaria (España)
- Lattakia (Siria)
- Lille (Francia)
- Lima (Perú)
- Lyon (Francia)
- Mantova (Italia)
- Moscú (Rusia)
- Niza (Francia)
- Ovada (Italia)
- Pizzo Calabro (Italia)
- Pointe Noire (República del Congo)
- Polokwane (Sudáfrica)
- San Petersburgo (Rusia)
- Santo Domingo (República Dominicana)
- Siena (Italia)
- Sousse (Túnez)
- Turín (Italia)
- Tursi (Italia)
- Valparaíso (Chile)
- Varna (Bulgaria)